# Zličín (metrostation)
Zličín is een metrostation in Praag aan lijn B, waarvan het westelijke eindpunt is. Het station ligt in het deel van de wijk Třebonice wat onderdeel is van het district Praag-Zličín. De opening van het station vond plaats in het jaar 1994. Vanaf station Zličín rijden er bussen in een kwartier naar Luchthaven Praag-Ruzyně.
Černý Most · Rajská zahrada · Hloubětín · Kolbenova · Vysočanská · Českomoravská · Palmovka · Invalidovna · Křižíkova · Florenc · Náměstí Republiky · Můstek · Národní třída · Karlovo náměstí · Anděl · Smíchovské nádraží · Radlická · Jinonice · Nové Butovice · Hůrka · Lužiny · Luka · Stodůlky · Zličín